# El Deseo
El Deseo (também conhecido como El Deseo S.A.) é uma produtora cinematográfica dos produtores de filmes espanhóis os irmãos Almodóvar (Pedro e Agustín). A empresa financiou todos os filmes dirigidos por Pedro a partir de A Lei do Desejo em 1987, mas também produziu filmes não dirigidos pelo diretor, em particular deu a oportunidade de estrear uma nova geração de cineastas como: Álex de la Iglesia e Isabel Coixet. 
O American Film Institute comemorou o 25º aniversário de El Deseo em Los Angeles.

## Filmografia
- Neve em Benidorm (TBA)
- Mães Paralelas (2021)
- A Voz Humana (2020)
- Dor e Glória (2019)
- O Silêncio dos Outros (2018)
- El Angel (2018)
- Zama (2017)
- Julieta (2016)
- O Clã (2015)
- Contos Selvagens (2014)
- Estou tão animado (2013)
- José e Pilar (2010)
- Abraços Quebrados (2009)
- A Mulher Sem Cabeça (2008)
- Volver (2006)
- A Menina Santa (2004)
- Má Educação (2004)
- Minha Vida Sem Mim (2003)
- Fale com Ela (2002)
- La Fiebre del Loco (2001)
- A espinha dorsal do diabo (2001)
- Tudo sobre minha mãe (1999)
- Messieurs les enfants (1997)
- Carne Viva (1997)
- A Flor do Meu Segredo (1995)
- Ação mutante (1993)
- Salto alto (1991)
- Me amarre! Me amarre! (1990)
- Mulheres à beira de um colapso nervoso (1988)
- Lei do Desejo (1987)